# Славянский Иосиф Флавий
Славянский Иосиф Флавий — древнерусский перевод «Иудейской войны» Иосифа Флавия, который содержит многочисленные вставки и пропуски, отличающие его от всех других известных версий этой книги. Подлинность интерполяций в этом переводе была основным предметом споров в XX веке, но новейшие научные исследования отвергли их.

## Исторический контекст
Иосиф Флавий написал все свои сохранившиеся труды после того, как обосновался в Риме (ок. 71 г. н. э.) под покровительством императора из династии Флавиев Веспасиана. Однако, как это часто бывает с древними текстами, не сохранилось ни одной рукописи трудов Иосифа Флавия, датированной ранее XI века, и самые старые из них — это греческие минускулы, переписанные христианскими монахами. Евреи не сохранили труды Иосифа Флавия, потому что считали его предателем. Из примерно 120 сохранившихся греческих рукописей Иосифа Флавия 33 датируются XIV веком.
Согласно теологам Роберту Ван Ворсту и Джону Мартину Криду, ссылки Иосифа Флавия на Иисуса, обнаруженные в книге 18 и книге 20 «Иудейских древностей», не встречаются ни в каких других версиях «Иудейской войны» Иосифа Флавия, за исключением славянской версии «Testimonium Flavianum» (иногда называемого «Testimonium Slavonium»), которая появилась на Западе в начале XX века после её открытия в России в конце XIX века. Хотя точка зрения о позднейшей фальсификации «Testimonium Flavianum» никогда не разделялась большинством экспертов-историков, она была окончательно опровергнута исследованием профессора Еврейского университета Шломо Пинеса, проведённым в 1972 году в отношении мелькитского перевода историка Агапия X века. Исследование Пинеса показывает, что опубликованный в наши дни текст Иосифа Флавия включает незначительные дополнения к первому упоминанию Иисуса в оригинальном тексте Иосифа Флавия («Иудейские древности» 18:63) и, скорее всего, не содержит изменений во втором упоминании («Иудейские древности» 20:200) Иисуса и его брата Иакова. Учитывая, что дискуссия, связанная с этими ссылками, касается существования человека по имени Иисус, а не анализа божественной или святой природы этого человека, подавляющее большинство экспертов сходятся во мнении, что небиблейские источники, подтверждающие существование Иисуса, являются достоверными.

## История текста
Самая ранняя из сохранившихся рукописей славянского Иосифа Флавия датируется 1463 годом, однако сам перевод как минимум на столетие старше. Он мог быть создан либо самой первой славянской школой переводчиков, работавшей в IX—X веках, либо переводчиками из еврейской общины Львова в XIV веке (практически любая дата в этом диапазоне исторически возможна). Перевод был много раз переписан и сохранился примерно в 33 списках. В некоторых из них он переплетён с хрониками византийских историков Иоанна Малалы и Георгия Амартола, образуя единую всеобщую историю.

## Дискуссии
Существование документов, которые привели к открытию славянского Иосифа Флавия, было впервые обнаружено историком А. Н. Поповым в России в 1866 году. В 1879 году Измаил Срезневский указал, что язык перевода был не болгарским или сербским, а близким к русским летописям. Примерно в то же время, что и Срезневский, эту тему изучал Е. В. Барсов, и к концу XIX века на Западе стало известно о существовании документов благодаря их упоминанию Нисе и Дестиноном в 1894 году. Эстонский учёный Александр Берендс опубликовал немецкий перевод в 1906 году и выдвинул теорию, что славянская версия была создана на основе оригинального арамейского текста Иосифа Флавия. Однако Пол Майер утверждает, что славянский перевод Иосифа Флавия «содержит так много сенсационных дополнений», что большинство современных учёных считают его сильно приукрашенным переводом и пересказом и не считают его соответствующим оригиналу на арамейском языке.
Славянский Иосиф Флавий был признан подлинным в 1926 году Робертом Айслером, а позже его подлинность подтвердил Джордж Уильямсон. Роберт ван Ворст отмечает, что, помимо противоречивой книги Айслера и заявлений Уильямсона, «не было представлено убедительных доказательств» подлинности славянского Иосифа Флавия. По словам Генри Лиминга, Айслер иногда использовал недостаточно обоснованные материалы, которые затем были дискредитированы, и добавляет, что филологические попытки Айслера выполнить обратный перевод с древнерусского на греческий оказались «крайне ненадёжными». По мнению ван Ворста, содержание отрывков в славянском переводе «Иудейской войны» показывает, что «это христианские сочинения и что они не являются аутентичной текстовой альтернативой основному «Testimonium Flavianum»».
В 1948 году Соломон Цейтлин утверждал, что древнерусский перевод Иосифа Флавия появился с целью создания христианской версии греческого исходника Иосифа Флавия для восточных славян. Стивен Боуман считает, что I век как время написания оригинала славянского Иосифа Флавия следует исключить из научных дискуссий, обращая внимание на македонские элементы X и XI веков. В «Кембриджской истории иудаизма» говорится, что славянская версия содержит утверждения, которые Иосиф Флавий вряд ли мог написать, и что современные учёные относят время написания славянского Иосифа Флавия в XI век, когда он мог играть роль в идеологическом противостоянии хазарам. Ван Ворст отмечает, что славянский Иосиф Флавий фокусируется на обвинении евреев в смерти Христа, вплоть до предположения, что именно евреи, а не римляне распяли Иисуса.
Луис Фельдман полагает, что на вопрос «является ли Иосиф Флавий автором дополнений и изменений в славянской версии» можно дать только отрицательный ответ. Крейг Эванс утверждает, что, хотя некоторые учёные в прошлом поддерживали подлинность славянского Иосифа Флавия, «насколько мне известно, сегодня никто не считает, что в них есть что-то ценное для изучения Иисуса».